# Mike Mulongoti

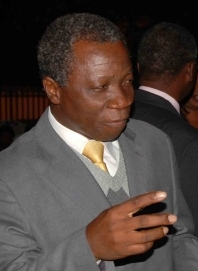
Mike Mulongoti in der U.S. Botschaft in Sambia, Juni 2008

Mike Mulongoti (* 3. August 1951; † 2. Mai 2019 in Lusaka) war ein sambischer Politiker.
Mike Mulongoti gehörte zur Garde des Movement for Multiparty Democracy, doch nicht zu dessen erster Reihe. Er hatte seit einer Nachwahl im Wahlkreis Lufwanyama im Jahr 1995 einen Sitz in der Nationalversammlung Sambias. 2006 wurde er als Abgeordneter allerdings ernannt. Er wurde Stellvertretender Verteidigungsminister nach den Wahlen in Sambia 1996. Er gehörte mit Ackson Sejani zu jenen Mitgliedern des MMD und der Nationalversammlung Sambias, die Präsident Frederick Chiluba im Mai 2001 mit einem Absetzungverfahren drohten, sollte er eine dritte Amtszeit für sich durchsetzen. Mulongoti gehörte zu einer größeren Gruppe prominenter MMD-Mitglieder wie Dawson Lupunga, Jeston Mulando und Boniface Kawimbe, die deshalb aus der Partei austraten und das Forum for Democracy and Development gründeten, im August 2002 jedoch wieder zum MMD zurückkehrten und sofort wieder aufgenommen wurden. Nach den Wahlen 2001 wurde er Minister für Information und Medien. Mike Mulongoti war für die Wahlen in Sambia 2006 der Wahlvorsitzende des MMD und als Vizevorsitzender des Wahlkampfkomitees der zweite Wahlkampfmanager der Partei. Seine zentrale Aufgabe war es, die Kandidaten des MMD für die einzelnen Wahlkreise nominieren zu lassen und den Wahlkampf zu steuern. Danach wurde er zum Stellvertretenden Außenminister ernannt.
Trotz einiger Medienpräsenz waren von ihm nur wenige Fotos und biographische Daten zu finden. Mulongoti wirkte diskret aus der zweiten Reihe, das offenbar aber sehr wirkungsvoll.